# شهرک صنعتی سقز
شهرک صنعتی سقز، نزدیک روستای قهرآباد دهستان سرا از توابع شهرستان سقز در استان کردستان واقع شده‌است.

## آمار کارخانجات
در شهرستان سقز ۱۲۸ واحد فعال و ۱۸ واحد نیمه فعال مشغول به فعالیت هستند و همچنین ۱۰۰ واحد غیرفعال یا ضعیف بوده که ۱۸ واحد قابل راه اندازی و ۲۸ واحد غیرقابل راه اندازی هستند.